# Conductos eyaculatorios
Los conductos eyaculatorios  constituyen parte de la anatomía masculina; cada varón tiene dos de ellos.

## Anatomía
Cada conducto eyaculador está formado por la unión o confluencia de un conducto deferente, que emana de un testículo, con el conducto secretor de la correspondiente vesícula seminal y desemboca a un lado del utrículo prostático en la uretra prostática.

## Fisiología
Durante la eyaculación, el semen pasa a través de estos conductos y es posteriormente expulsado del cuerpo a través del pene.
La eyaculación y el orgasmo pueden ocurrir simultáneamente, sin embargo, no están acoplados, en que uno puede ocurrir sin el otro. Por ejemplo, un hombre puede tener un orgasmo seco (denominado eyaculación retrógrada); no hay expulsión de la eyaculación, sin embargo, el hombre todavía experimenta el orgasmo. Además, los parapléjicos pueden eyacular el fluido seminal, pero no experimentar la sensación de orgasmo.

## Problemas
- Obstrucción del conducto eyaculador

Artículo principal: Obstrucción del conducto eyaculador.
La obstrucción del conducto eyaculador es una condición patológica adquirida o congénita en la que uno o ambos conductos eyaculatorios están obstruidos. En el caso de que ambos conductos eyaculatorios estén obstruidos, esta enfermedad presenta los síntomas de aspermia e infertilidad masculina.
- Hiperplasia prostática benigna

Artículo principal: Hiperplasia prostática benigna.
La cirugía para corregir la hiperplasia prostática benigna puede destruir estos conductos y provocar una eyaculación retrógrada.